# Fejszál ad-Dahíl
Fejszál ad-Dahíl, gyakran ad-Dahíl (arabul: فيصل الدخيل; Kuvaitváros, 1957. augusztus 13. –) kuvaiti labdarúgócsatár.
A kuvaiti válogatott tagjaként részt vett az 1980-as moszkvai olimpián és az 1982-es spanyolországi világbajnokságon.